# Benton (Louisiane)
Pour les articles homonymes, voir Benton.
Benton est une ville et le siège de la paroisse de Bossier, en Louisiane, aux États-Unis. La population était de 2035 au recensement de l'an 2000, mais a décliné à 1948 en 2010. La ville est nommée en l'honneur du sénateur américain Thomas Hart Benton, un Démocrate du Missouri et un allié du président Andrew Jackson.
La ville de Bossier City, plus grande, est située au sud de Benton. Dans le Benton Square, au centre-ville, près des bureaux du conseil scolaire de la paroisse, la ville entretient plusieurs bâtiments historiques, y compris des cabanes en rondins primitives, une école-musée d'une seule pièce, et la maison natale de William Clark Hughes, qui a été le président de la Chambre des représentants de Louisiane de 1926 à 1928.
Benton est la huitième plus grande ville de la région Ark-La-Tex, une région socio-économique où se rencontrent les états de l'Arkansas, de la Louisiana, du Texas  et de l'Oklahoma.

## Histoire
Le 3 avril 1999, une tornade de force F4 dévaste certains quartiers de la ville, tuant six personnes et en blessant 90. Un parc de maisons mobiles situé au sud de la ville ainsi que des maisons près du country club Palmetto ont été détruites. Les quartiers touchés incluent également Woodlake South, la communauté de Twin Lake, et de nombreuses autres propriétés au bord du lac Cypress. La population de Benton au bord de ce lac a presque doublé entre 2004 et 2008.

## Géographie
Benton est située à 32° 41′ 41″ N, 93° 44′ 26″ O.
Selon le Bureau du recensement des États-Unis, la ville a une superficie totale de 4,9 km2, entièrement constituée de terres.

## Personnalités
- Billy Bretherton, entomologiste et copropriétaire de Vexcon Inc., une société de lutte contre les ravageurs,  en vedette dans la série télévisée Billy l'exterminateur.
- Mike Johnson, homme politique républicain élu à la Chambre des représentants des États-Unis.